# Cinachyrella australis
Cinachyrella australis är en svampdjursart som först beskrevs av Lendenfeld 1888.  Cinachyrella australis ingår i släktet Cinachyrella och familjen Tetillidae. Inga underarter finns listade i Catalogue of Life.